# Costa Rica en los Juegos Mundiales de Breslavia 2017
Costa Rica fue uno de los 102 países que participaron en los Juegos Mundiales de 2017 celebrados en Breslavia, Polonia.
La delegación de Costa Rica estuvo compuesta por un único atleta que participó en las pruebas de Billar.
Costa Rica terminó el evento sin ganar medallas. Con lo cual fue incapaz de mejorar su desempeño en anteriores ediciones de los Juegos Mundiales, donde nunca ha subido al podio.
| Oro | Plata | Bronce |
| --- | ----- | ------ |
| 0   | 0     | 0      |

## Delegación

### Billar
Erick Téllez, el único representante de Costa Rica en el evento, aseguró su participación en la prueba de Carambola a tres bandas el 11 de febrero de 2017, cuando la Confederación Panamericana de Billar dio a conocer los representantes del continente en los Juegos Mundiales.
Téllez quedó ubicado como el segundo mejor representante del continente en su categoría, y obtuvo su pase junto a representantes de Estados Unidos y Colombia.
| Deportista   | Prueba                | Octavos de final | Octavos de final | Cuartos de final | Cuartos de final | Semifinal | Semifinal | Final / Tercer puesto | Final / Tercer puesto | Posición  |
| Deportista   | Prueba                | Oponente         | Resultado        | Oponente         | Resultado        | Oponente  | Resultado | Oponente              | Resultado             | Posición  |
| ------------ | --------------------- | ---------------- | ---------------- | ---------------- | ---------------- | --------- | --------- | --------------------- | --------------------- | --------- |
| Masculino    |                       |                  |                  |                  |                  |           |           |                       |                       |           |
| Érick Téllez | Carambola tres bandas | # Sameh Sidhom   | 25:40            | Eliminado        | Eliminado        | Eliminado | Eliminado | Eliminado             | Eliminado             | Eliminado |